# París-Tours 1955
La París-Tours 1955 fue la 49.ª edición de la clásica París-Tours. Se disputó el 9 de octubre de 1955 y el vencedor final fue el francés Jacques Dupont del equipo La Perle-Hutchinson, que se impuso al sprint a sus seis compañeros de fuga. 

## Clasificación general[3]
|    | Ciclista             | Equipo                | Tiempo     |
| -- | -------------------- | --------------------- | ---------- |
| 1  | Jacques Dupont       | La Perle-Hutchinson   | 5h 47' 38" |
| 2  | Alfred De Bruyne     | Mercier-Hutchinson-BP | m.t.       |
| 3  | Jean-Marie Cieleska  | Gitane                | m.t.       |
| 4  | Emiel Van Cauter     | Elve-Peugeot          | m.t.       |
| 5  | Jozef Sneyers        | -                     | m.t.       |
| 6  | Robert Desbats       | Terrot-Hutchinson     | m.t.       |
| 7  | Jean Brankart        | Elve-Peugeot          | m.t.       |
| 8  | Joseph Schils        | Girardengo            | a 43"      |
| 9  | Stan Ockers          | Elve-Peugeot          | m.t.       |
| 10 | Martin Van Geneugden | Gitane                | m.t.       |